# Onchocerca lupi
Onchocerca lupi es un nematodo que causa la oncocercosis ocular, una enfermedad ocular en caninos y felinos. El parásito se describió por primera vez en 1967 en un lobo de Georgia. El otro Onchocerca sp., O. volvulus, es un parásito humano que causa la oncocercosis ocular en humanos y afecta a 37 millones de personas en todo el mundo.
Los gusanos O. lupi machos son más pequeños que las hembras. Los machos tienen una longitud de 43–50 mm y un diámetro de 120-200 µm. Las hembras tienen un diámetro de 275-420 µm, pero se desconoce la longitud total, mientras que los fragmentos más largos registrados fueron de 160–165 mm. Ambos son frágiles y delgados.

## Ciclo de vida
El ciclo de vida completo de O. lupi es aún desconocido. La mosca negra, Simulium tribulatum, se reporta como un vector putativo.

## Casos en humanos
El número de infecciones zoonóticas humanas reportadas de O. lupi está aumentando. El primer caso humano fue reportado en Turquía. El gusano fue retirado de la región subconjuntival del ojo izquierdo de una niña de 18 años que experimentaba dolor y tenía el historial de una picadura de mosca en su párpado superior izquierdo. La morfología y el análisis molecular de sus secuencias parciales de ADN ribosomal cox1 y 12S se estudiaron para identificar. Los casos adicionales se han documentado en Turquía, Túnez, Irán y los Estados Unidos.
En el primer caso reportado en EE. UU., el sitio de la infección fue inusual en todos los casos anteriores y se encontró en la columna cervical de una niña de 22 meses de edad. La exploración por imágenes de resonancia magnética (MRI) reveló que una masa de tejido blando se estaba ejecutando desde C2 hasta C4. Se realizó la laminectomía unilateral izquierda y se realizó una pequeña biopsia de la masa. La biopsia mostró un gusano hembra maduro. Se sospechaba que el proceso de la biopsia podría haber matado al gusano porque la masa se redujo de tamaño. El seguimiento de 7 semanas reveló que el paciente mejoró.